# Барува, Абиодун
Абиодун Барува (англ. Abiodun Baruwa; род. 16 ноября 1974, Абуджа) — нигерийский футболист, вратарь.

## Карьера
Абиодун Барува начал свою карьеру в 1991 году в клубе «Кано Пилларс», который образовался только годом ранее из союза меньших команд. В 1993 году Барува перешёл в «Ивуануанву Нейшонал», с которой в первый же сезон выиграл чемпионат Нигерии, а в следующем сезоне дошёл до четвертьфинала Лиги чемпионов. Самым же большим потрясением была авиакатастрофа в Таманрассете, в результате которой двое партнёров Барувы погибли. После двух лет в «Ивуануанву» Барува перешёл в «Шутинг Старз». Со «Старз» Барува выиграл чемпионат и кубок Нигерии в 1995 году, а через год дошёл до финала Кубка чемпионов КАФ. В те же годы Барува призывался под знамёна сборной Нигерии, за которую провёл 3 игры, являясь 3-м голкипером национальной команды.
В 1997 году Барува уехал в Европу, он попытался устроиться в московский «Спартак», но после 4 пропущенных мячей в 2-х матчах был удалён из команды. После этого уехал в Швейцарию, где провёл за сезон один матч за «Сьон», и в Австрию, где выступал за «Штурм». Завершил карьеру Барува в Британии, играя за «Барри Таун» и «Хорнчерч».

## Достижения
- Чемпион Нигерии: 1993, 1995
- Обладатель Кубка Нигерии: 1995